# خیار
خیار، یا به فارسی دری بادرنگ، گیاهی از خانوادهٔ کدوییان است. خیار ساقه‌ای بالارونده دارد که میوه‌ها از آن آویزان می‌شوند. این ساقه نیز به عنوان گیاه خوراکی استفاده می‌شود.

## توصیف
ساقه‌های گیاه خیار حالت رونده دارد و دور هر تکیه‌گاهی می‌پیچد. همچنین خیار می‌تواند به صورت هیدروپونیک بدون ریشه در زمین رشد کند و اگر تکیه گاه نداشته باشد در سطح زمین پیچ بخورد. خیار برگ‌های بزرگی دارد و می‌تواند روی دیگر میوه‌ها سایه بیندازد. خیار معمولاً استوانه شکل است و می‌تواند تا ۶۰ سانتیمتر در طول و ۱۰ سانتیمتر در قطر رشد کند. از دیدگاه گیاه‌شناسی، خیار یک سَته است به عبارت دیگر میوه ای است که بخش بیرونی آن سخت است و در درون هیج تقسیم‌بندی ندارد. اما مانند گوجه فرنگی و کدو، در آماده‌سازی و خوراک با آن مانند تره‌بار برخورد می‌شود. برپایهٔ جدول بالا ۹۵ درصد خیار آب است.

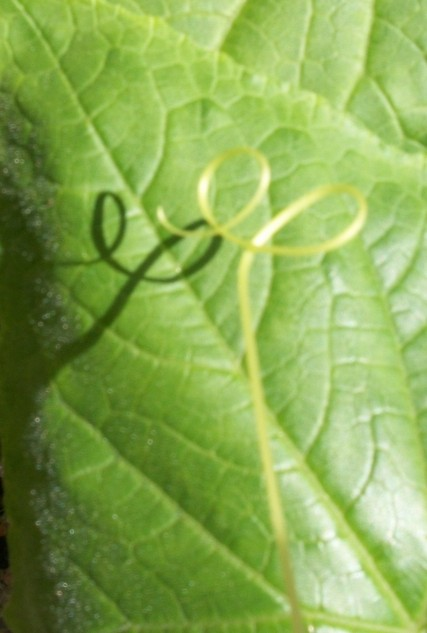
ساقهٔ خیار که حالت رونده دارد و می‌تواند به دور هر تکیه گاهی بپیچد.
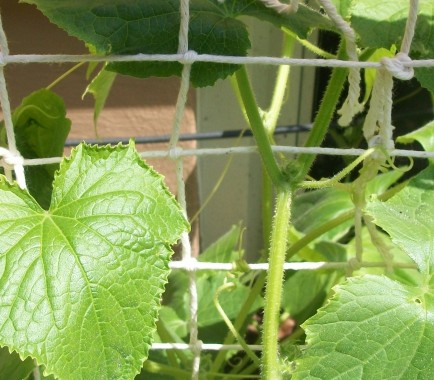
برگ‌های پهن خیار.

### گلدهی و گرده‌افشانی
رقم‌های کمی از خیار بدون لقاح تخمک به‌وجود می‌آیند به این معنی که میوه‌ها بی دانه‌اند و برای ایجاد آنها گرده‌افشانی صورت نگرفته است. گرده افشانی برای این نوع خیار باعث کاهش کیفیت آن می‌شود. در آمریکا خیارها در گلخانه‌هایی تولید می‌شوند که زنبور نباشد در اروپا هم در فضای باز اما در مکان‌هایی پرورش داده می‌شوند که دسترسی زنبور به آن ممکن نباشد.
به هر حال رقم‌های کمی از خیار بی دانه‌اند بلکه بیشتر آنها دانه دارند و به گرده افشانی نیازمندند. سالانه هزاران زنبور عسل به باغ‌های خیار آورده می‌شوند تا گرده افشانی کنند البته دیگر گونه‌های زنبور مانند خرزنبوریان هم به گرده‌افشانی می‌پردازند. خیار گیاهی خود ناسازگار است به عبارت دیگر برای گرده‌افشانی در آن حتماً باید یک گیاه دیگر وجود داشته باشد تا دانهها تشکیل شوند. البته رقم‌های خودسازگار هم وجود دارد اما آنها با لیمو هم خانواده‌اند. از نشانه‌های گرده افشانی ضعیف داشتن میوه‌هایی با ظاهری نامتعارف (گاهی دوقلو) است یا افتادن شکوفه‌های گیاه است.
معمولاً در خیار معمولی نخست شکوفه‌های نر سپس شکوفه‌های ماده پدید می‌آیند و البته شمار آنها تقریباً با هم برابر است. اگر بخش زایشی گیاه تازه باشد شکوفه‌ها همه ماده می‌شوند. اما در خیار گلخانه‌ای یا خیار درختی گل‌ها کامل هستند؛ یعنی گل‌های نر و ماده از هم جدا نیستند.

### مواد خوراکی
۱۰۰ گرم خیار با پوست خام، ۹۵ درصد آب دارد و می‌تواند ۶۷ کیلوژول انرژی تولید کند. مواد مغذی ضروری برای بدن در خیار چندان فراوان نیست غیر از ویتامین کا که ۱۶ درصد نیاز روزانه را تأمین می‌کند.

## گوناگونی
حدود هزاران رقم کشاورزی از خیار وجود دارد که البته همهٔ آن‌ها خوراکی نیستند.

## تاریخچه
پژوهشگران معتقدند منشأ پیدایش گیاه خیار، کشور هند است که امروزه این کشور یکی از بزرگ‌ترین ذخایر ژنتیکی گیاه خیار را در اختیار دارد. بیش از سه هزار سال است که در منطقهٔ غرب آسیا کشت خیار رایج بوده و به احتمال فراوان این سبزی توسط رومی‌ها به مردم کشورهای اروپایی معرفی شده است. طبق تحقیقات و مطالعات انجام شده در سطح جهان مشخص شده که منشأ خیار در کشور هند در کوهپایه‌های هیمالیا است و بیش از سه هزار سال در این منطقه کشت و پرورش می‌یابد. از هند به کشورهای یونان و روم باستان منتقل شده است و رومی‌های باستان علاقه زیادی به این سبزی داشته‌اند. سابقه کشت در فرانسه به قرن نهم میلادی و در انگلستان به قرن چهاردهم میلادی بازمی‌گردد، که توسط رومیان به این مناطق منتقل شده است. اسپانیایی‌ها هم را به مناطق حوزه قاره آفریقا انتقال داده‌اند. در کشور آمریکا نیز سابقه کشت به اواسط قرن شانزدهم میلادی بازمی‌گردد.
با توجه به دست‌نوشته‌های پلینی، امپراتور روم «تیبریوس» در طول فصل تابستان و زمستان از خیار به عنوان یک میوه روی میز غذای خود استفاده می‌کرده است، به علت علاقه زیاد امپراتور روم به این سبزی، پرورش آن در تمامی فصول سال متداول و گلخانه مخصوصی بدین منظور تأسیس شده است. رومیان باستان از برگ‌های خیار برای درمان محل گزش عقرب، افزایش بینایی و برای دور کردن موش استفاده می‌کرده‌اند. در قرن شانزدهم میلادی کشاورزان آمریکایی با استفاده و تبادل اطلاعات با کشاورزان اسپانیایی، اقدام به تولید و تکثیر انواع گیاهان کشت شده در اروپا از جمله خیار کردند. در قرن ۱۷ میلادی علیه مصرف میوه‌ها و سبزیجات نپخته در کشور آمریکا جنبش‌هایی به راه افتاد و مردم معتقد بودند نباید از سبزیجات و میوه‌های نپخته مصرف کرد به همین علت از خیار برای تغذیه گاوها استفاده می‌شد که از همین زمان اصطلاح خیار گاوی در آمریکا متداول شد.

## بزرگ‌ترین تولیدکنندگان خیار در جهان
| چین | ۷۲٬۸۰۰٬۰۰۰ |
| ترکیه | ۱٬۹۰۰٬۰۰۰  |
| روسیه | ۱٬۷۰۰٬۰۰۰  |
| ایران | ۱٬۲۰۰٫۰۰۰  |
| مکزیک | ۱٬۲۰۰٫۰۰۰  |
| در کل دنیا | ۹۱٬۳۰۰٬۰۰۰ |
| No symbol = official figure, P = official figure, F = FAOSTAT ۲۰۰۷، * = Unofficial/Semi-official/mirror data, C = Calculated figure A = Aggregate (may include official, semi-official or estimates); Source: Food And Agricultural Organization of United Nations: Economic And Social Department: The Statistical Division |            |

امروزه بزرگ‌ترین تولیدکننده خیار در سطح جهان، کشور چین با بیش از ۷۹ درصد تولید جهانی خیار و خیارشور است و پس از آن کشورهای ترکیه، روسیه، ایران و مکزیک قرار دارند. تولید سالانه خیار در سراسر جهان حدود ۹۱ میلیون تُن (۹۱میلیارد کیلوگرم) برآورد شده است.
سه گونه اصلی از خوراکی وجود دارد که شامل معمولی، ترشی و چنبر می‌شود.

## نگارخانه

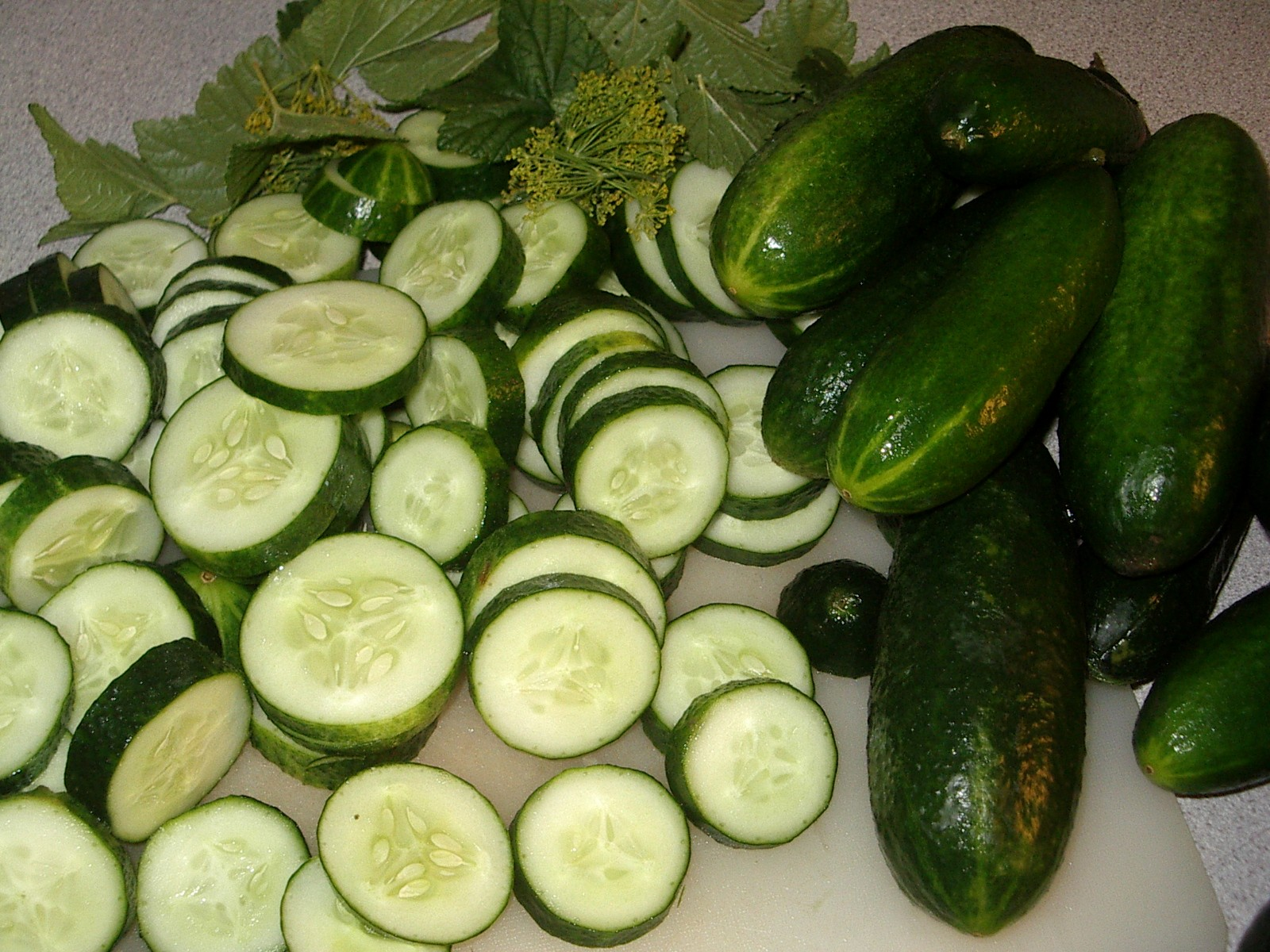
یک خیار اسکاندیناویایی برش خورده.
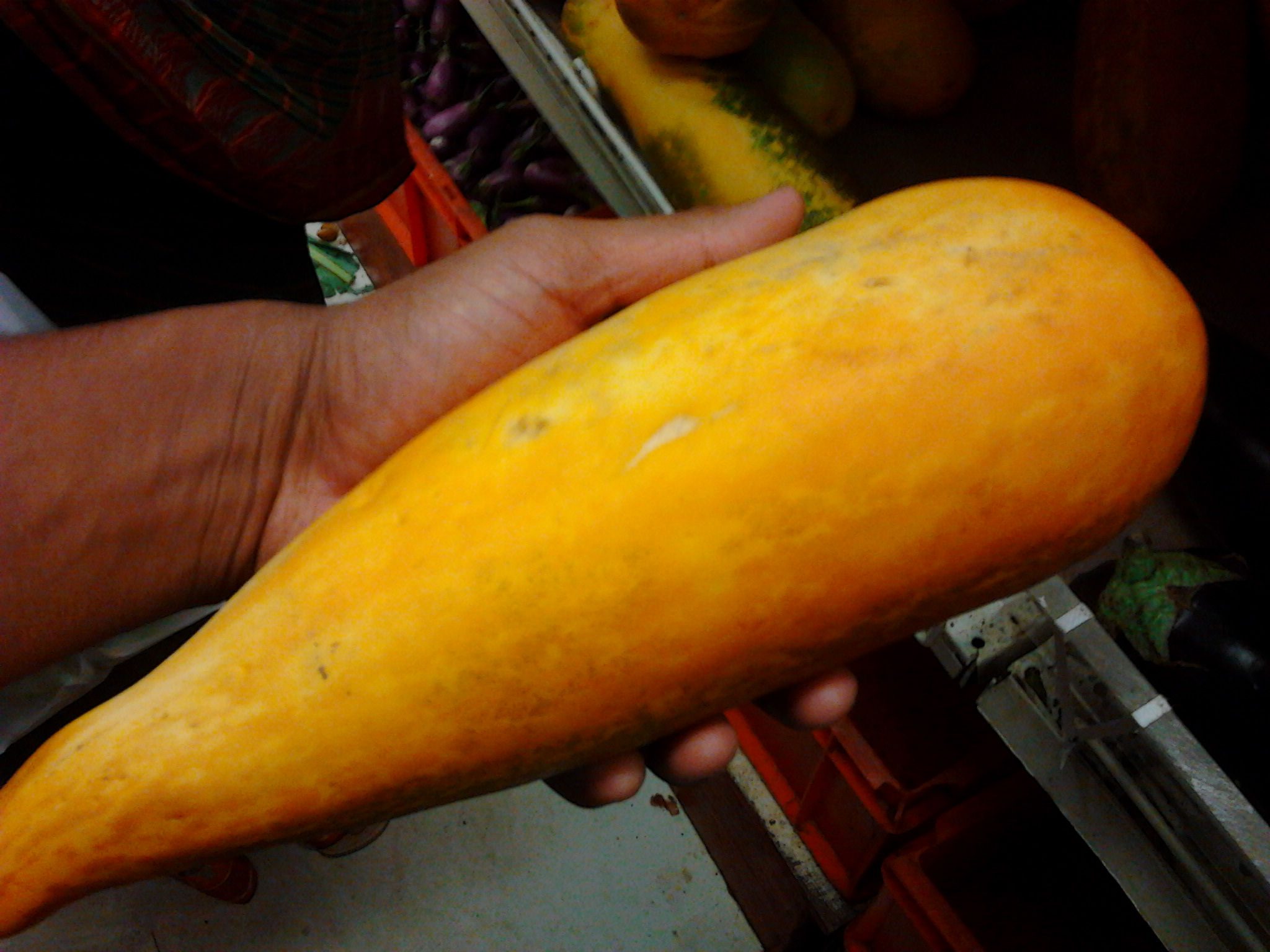
یک خیار زرد هندی.
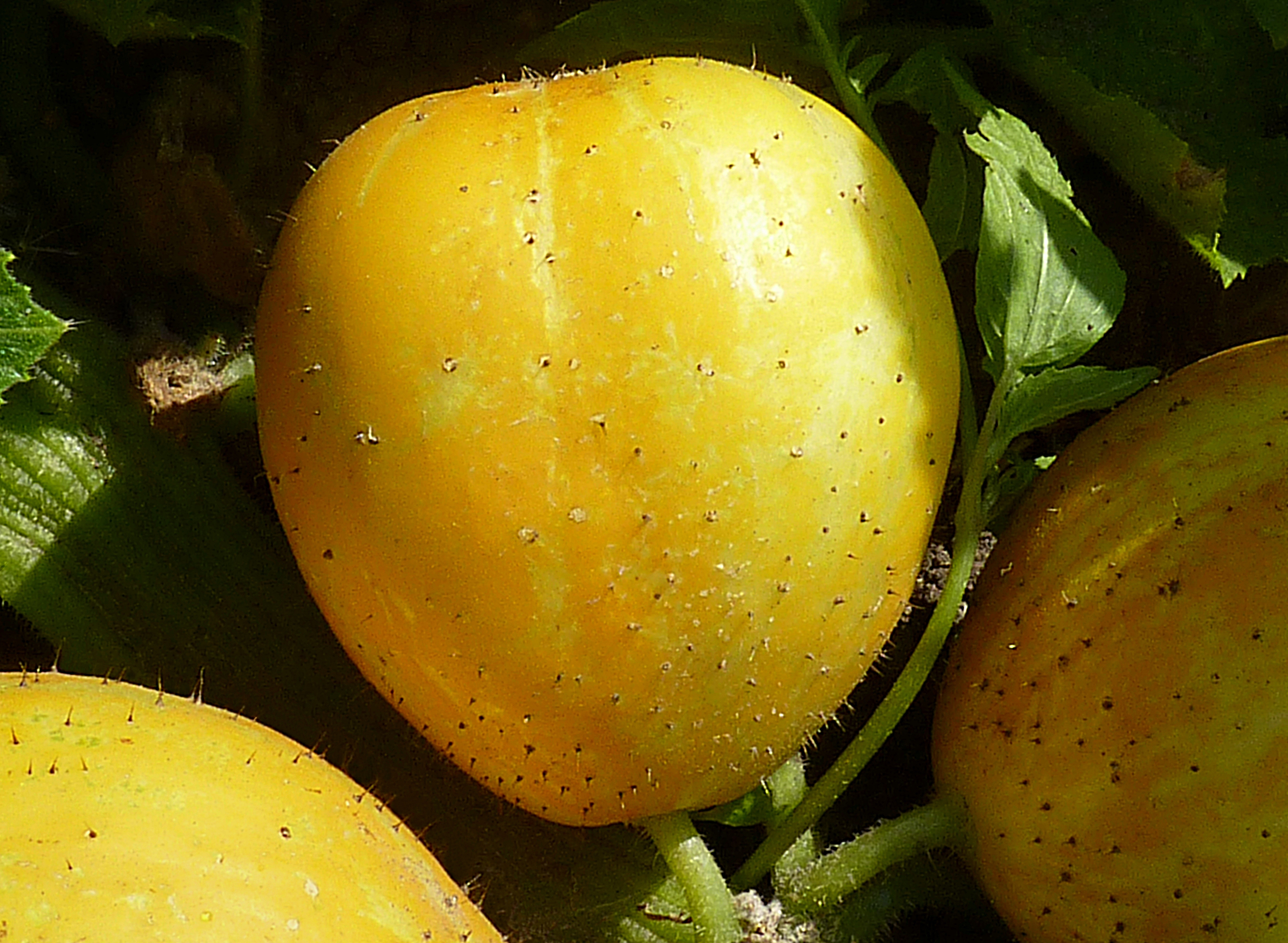
خیار لیمویی
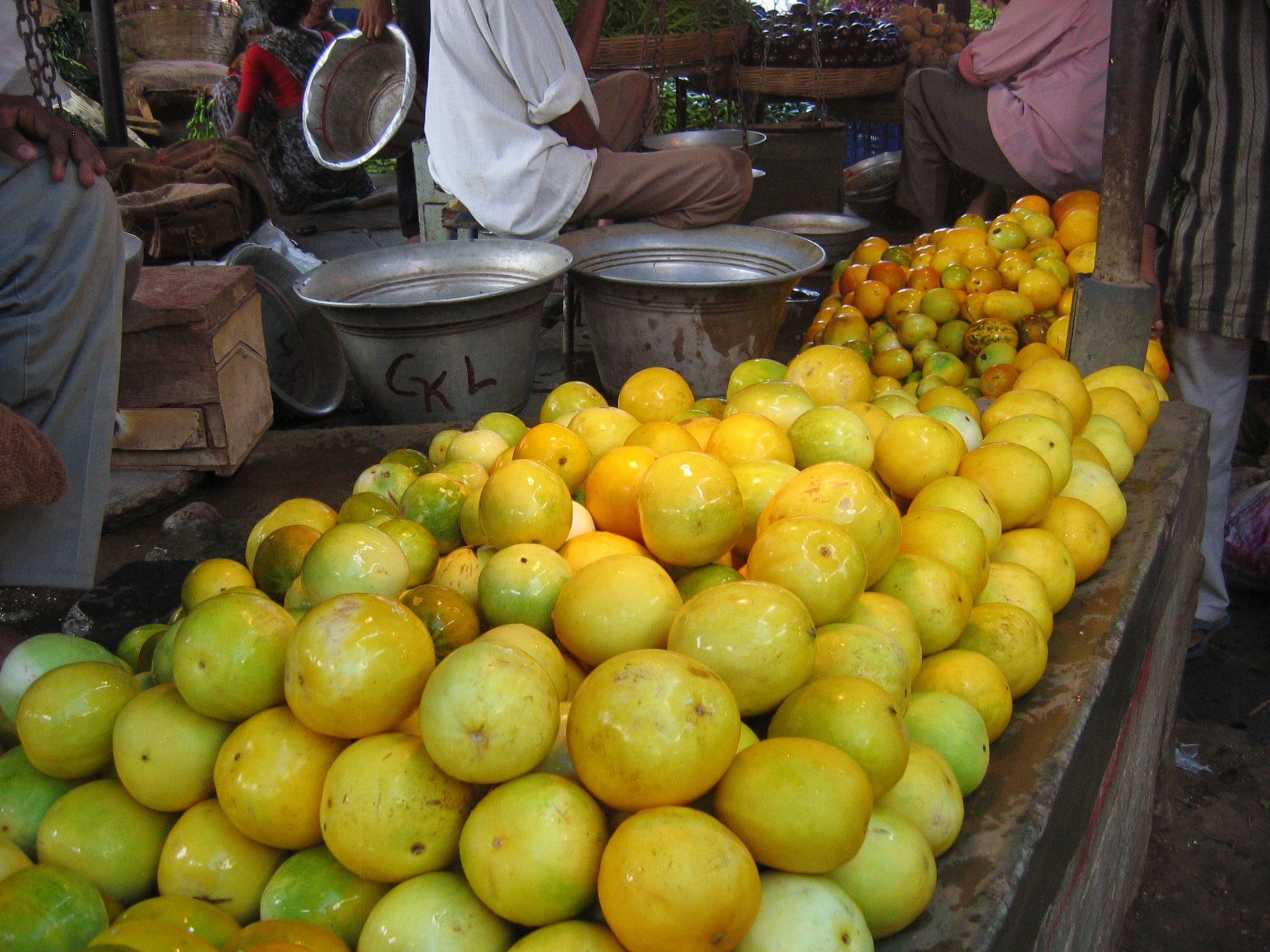
«دوساکای» یک نوع خیار گرد زردرنگ است که در بازار گونتور هند پیدا می‌شود.
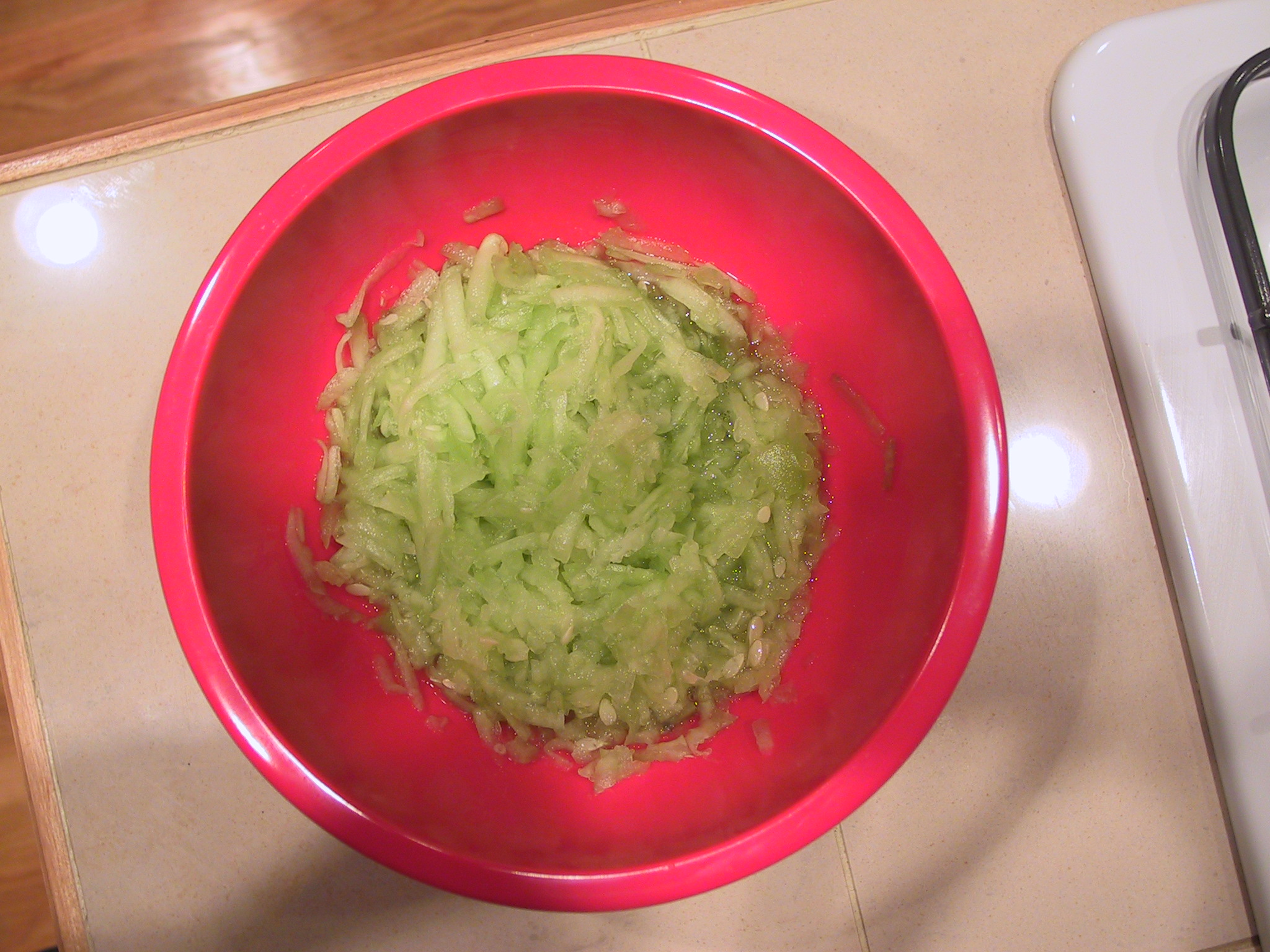
خیار رنده شده.
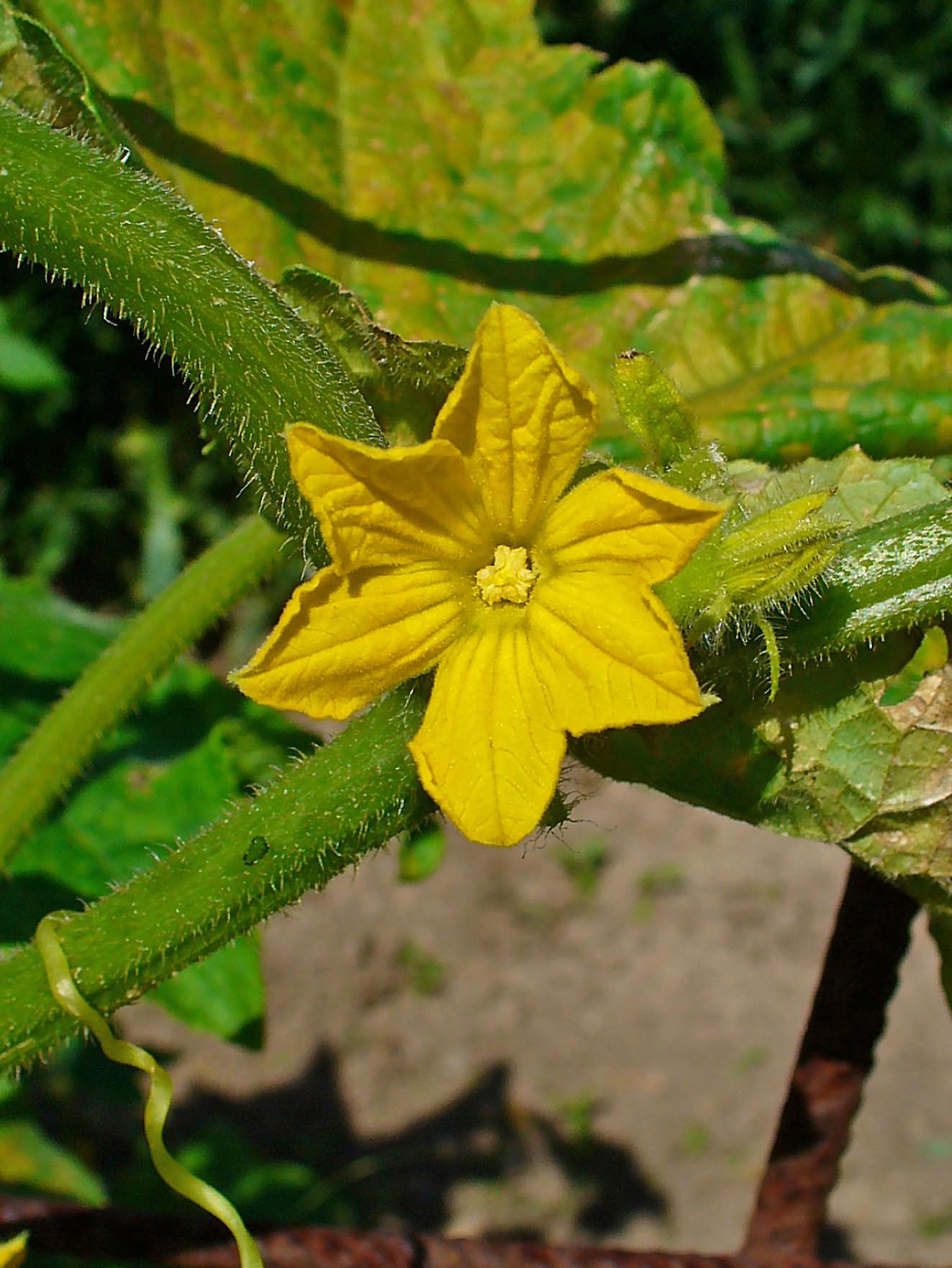
گل خیار
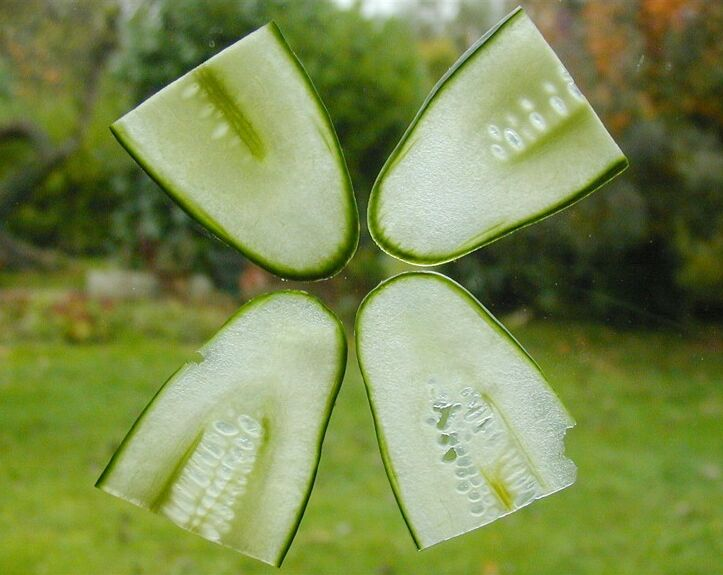
خیار برش خورده برای تزئین.
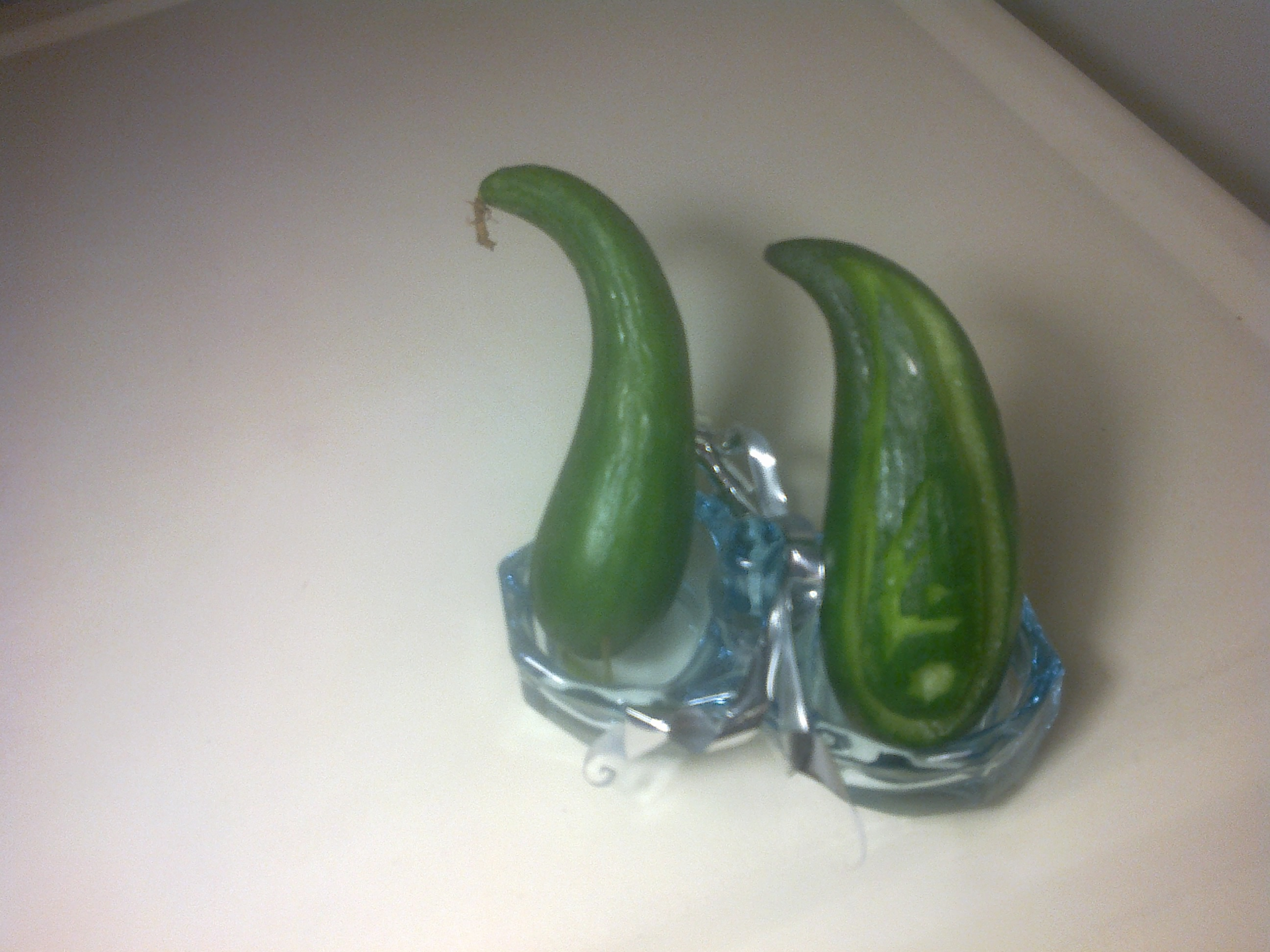
خیار سنتی زمینی(بوته‌ای) شهریار